# SNECMA Coléoptère
O SNECMA C.450 Coléoptère (que significa "besouro" em francês, descendente do grego para "asa embainhada") era uma aeronave experimental de decolagem e pouso vertical (VTOL) que foi projetada pela empresa francesa Safran Aircraft Engines (SNECMA) e fabricada pela Nord Aviation. Enquanto os trabalhos na aeronave prosseguiam para a fase de teste de voo, o projeto nunca progrediu além dos propósitos experimentais.
O Coléoptère foi um dos múltiplos esforços para produzir uma aeronave VTOL viável que estava sendo realizada em todo o mundo nos anos 50. O SNECMA havia experimentado anteriormente várias plataformas de teste sem vento, conhecidas como Atar Volant, o que influenciou o projeto. Em termos de sua configuração geral, o Coléoptère era uma aeronave de uma única pessoa com uma asa anular incomum; a aeronave foi projetada para decolar e pousar verticalmente, não necessitando, portanto, de pista e muito pouco espaço. Ao realizar seu primeiro voo em dezembro de 1958, o único protótipo foi destruído em seu nono voo, em 25 de julho de 1959. Embora houvesse a intenção de produzir um segundo protótipo em uma etapa, o financiamento nunca foi obtido.

## História

### Desenvolvimento
Durante os anos 50, os projetistas de aeronaves em todo o mundo se engajaram em programas para desenvolver aeronaves de asa fixa que pudessem não apenas realizar uma decolagem vertical e um pouso vertical, mas também a transição para e do voo convencional. Como observado pelo autor de aviação Francis K. Mason, uma aeronave de combate que possuísse tais qualidades teria efetivamente eliminado a tradicional dependência de pistas relativamente vulneráveis, decolando e pousando verticalmente, em oposição à abordagem horizontal convencional. Assim, o desenvolvimento de aeronaves viáveis de decolagem e pouso vertical (VTOL) foi particularmente atraente para os planejadores militares do início da era pós-guerra. Como a relação impulso/peso dos motores turbo-jato aumentou o suficiente para que um único motor fosse capaz de levantar uma aeronave, os projetistas começaram a investigar formas de manter a estabilidade enquanto uma aeronave estava voando na etapa de voo VTOL.
Uma empresa que optou por se envolver na pesquisa VTOL foi o fabricante francês de motores SNECMA que, a partir de 1956, construiu uma série de plataformas de teste sem vento chamada Atar Volant. Apenas a primeira delas não foi pilotada e a segunda voou livremente, ambas estabilizadas por jatos de gás em tubos de saída A terceira tinha um assento basculante para permitir que o piloto se sentasse direito quando a fuselagem estivesse nivelada e tivesse as entradas de ar laterais planejadas para a aeronave de voo livre, embora sempre operasse presa a um berço móvel. O piloto para estas experiências era Auguste Morel. Entretanto, o Atar Volant não era um fim em si mesmo; seu propósito a longo prazo era servir como precursor para uma aeronave de asa fixa maior.
Separadamente do trabalho interno, uma influência substancial na direção do desenvolvimento veio do engenheiro de design austríaco Helmut von Zborowski, que havia projetado uma inovadora asa anular em forma de donut que poderia funcionar "como central elétrica, estrutura de um avião de asa voadora e carcaça redutora de arrasto". Foi teorizado que tal asa poderia funcionar como um motor a jato de carneiro e impulsionar uma aeronave em velocidades supersônicas, adequadas para uma aeronave interceptora [2]. A equipe de projeto da SNECMA decidiu integrar este projeto radical de asa anual em seus esforços VTOL. Dessa decisão surgiu a configuração básica do C.450 Coléoptère.

### Voo de teste
No início de 1958, o primeiro protótipo completo chegou ao Aeródromo de Melun Villaroche antes dos testes. O projeto chamativo do Coléoptère rapidamente fez ondas no público consciente, mesmo intencionalmente; o autor Jeremy Davis observou que a aeronave tinha até influenciado os esforços intencionais, tendo alegadamente motivado a Marinha dos Estados Unidos a contratar o fabricante americano de helicópteros Kaman Aircraft para projetar seu próprio veículo de asa anular, apelidado de Flying Barrel. Em dezembro de 1958, o Coléoptère deixou o solo pela primeira vez sob seu próprio poder, ainda que ligado a um pórtico; Morel estava sob o controle da aeronave. Várias características de voo desafiadoras foram observadas, como a tendência da aeronave girar lentamente em seu eixo enquanto em um pórtico vertical; Morel também observou que o indicador de velocidade vertical era irrealista e que os controles eram incapazes de pilotar a aeronave com precisão enquanto executava a fase crítica de aterrissagem. A aterrissagem em ponto morto foi considerada como uma impossibilidade.
Morel realizou um total de oito voos bem-sucedidos, alcançando uma altitude máxima registrada de 800 m (2.625 pés). Um desses voos envolveu uma exibição do desempenho da aeronave em pausa diante de uma audiência pública reunida. O nono voo, em 25 de julho de 1959, foi planejado para fazer movimentos limitados para entrar em voo horizontal; no entanto, dificultado por instrumentos insuficientes e pela falta de referências visuais, a aeronave tornou-se muito inclinada e muito lenta para manter sua altitude. Morel foi incapaz de recuperar o controle em meio a uma série de oscilações selvagens, optando por ativar o assento ejetável para escapar da aeronave descendente a apenas 150 m (492 pés). Ele sobreviveu mas foi gravemente ferido, enquanto a própria aeronave foi destruída. Embora os planos para um segundo protótipo tivessem sido sugeridos em uma etapa, tais ambições acabaram por nunca receber o financiamento para prosseguir.